# Justus Jonas, o Velho
Justus Jonas, o Velho (1493-1555) (* Nordhausen, 5 de Junho de 1493 † Eisfeld, 9 de Outubro de 1555) foi jurista, humanista, historiador, teólogo e reformador alemão. Foi tradutor da Bíblia e compositor de hinos. Teve papel significativo na tradução do Velho Testamento, que fez parte da Bíblia de Lutero. Admirava profundamente Erasmo de Rotterdam graças à sua paixão pelo estudo dos idiomas grego e hebraico.

## Biografia
Jonas nasceu em Nordhausen, na atual Turíngia, onde era filho do burguês. Seu nome de nascimento era Jodokus (Jobst) Koch, que ele mudou de acordo com o costume comum dos estudiosos alemães no século XVI, quando estava na Universidade de Erfurt. Ele entrou naquela universidade em 1506, estudou direito e humanidades e tornou-se Mestre em Artes em 1510. Em 1511, ele foi para a Universidade de Wittenberg, onde obteve seu bacharelado em direito. Ele retornou a Erfurt, na Turíngia, em 1514 ou 1515 e foi ordenado padre.
Em 1518, foi nomeado cônego da Igreja de São Severo (Severikirche) em Erfurt, que era uma igreja colegiada. Em 1519, tornou-se reitor da Universidade de Erfurt. Em 1521, foi nomeado reitor da Igreja de Todos os Santos (Schlosskirche) em Wittenberg e professor de Direito Eclesiástico na Universidade de Wittenberg. De 1541 a 1546, serviu como superintendente e pastor-chefe em Halle.
Sua grande admiração por Erasmo o levou primeiro aos estudos de grego, hebraico e bíblico, e sua eleição em maio de 1519 como reitor da universidade foi considerada um triunfo para os partidários da Nova Aprendizagem. Foi somente após a Disputa de Leipzig com Johann Eck que Martinho Lutero conquistou sua lealdade. Ele acompanhou Lutero à Dieta de Worms em 1521, e lá foi nomeado professor de direito canônico em Wittenberg.

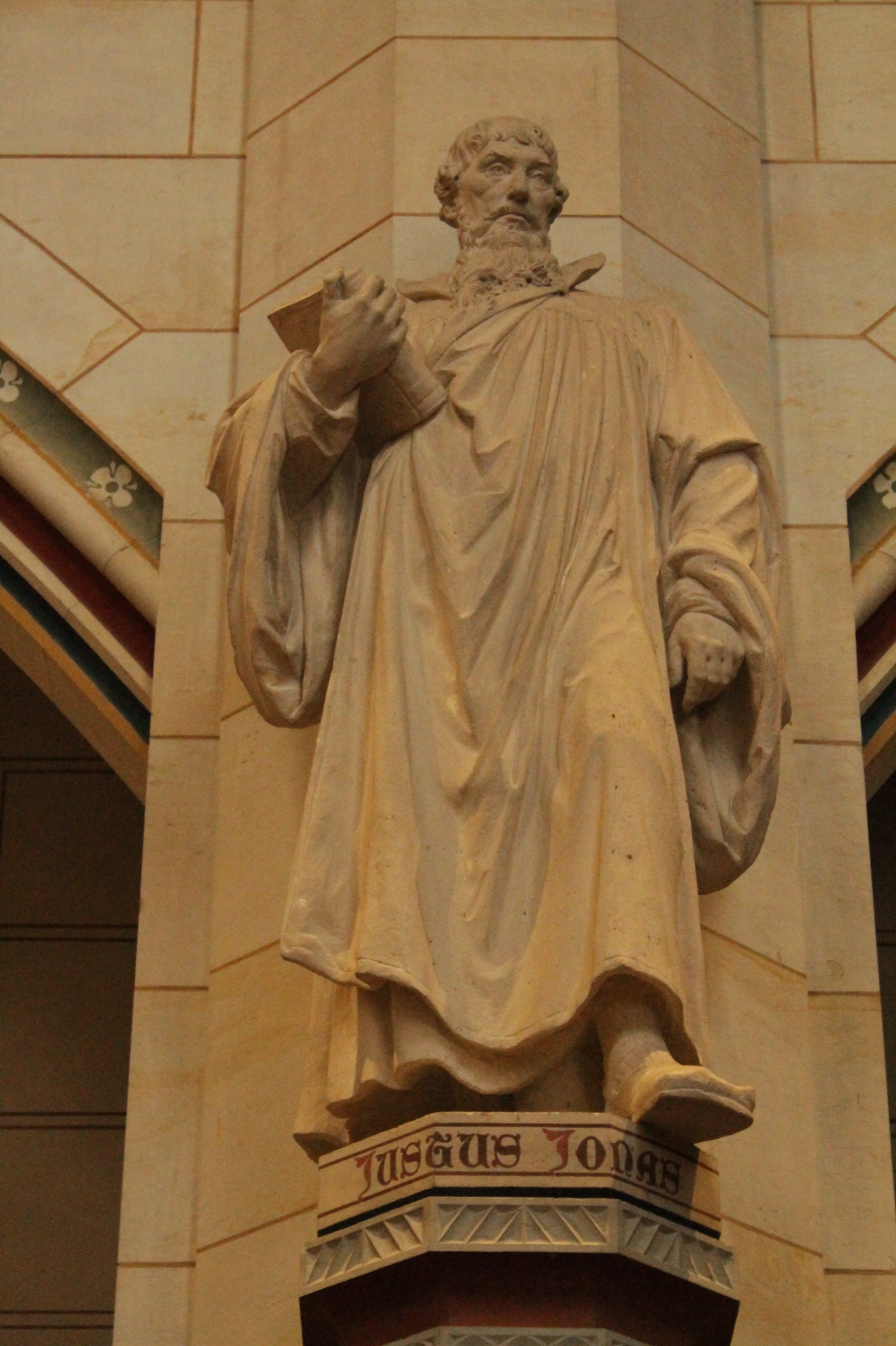
Estátua de Justus Jonas, Schlosskirche, Wittenberg

Durante a estadia de Lutero em Wartburg, Jonas foi um dos mais ativos reformadores de Wittenberg. Dedicando-se à pregação e à polêmica, ele auxiliou a Reforma com seu dom como tradutor, convertendo as obras de Lutero e Melanchthon para o alemão ou latim, conforme o caso, tornando-se assim uma espécie de dublê de ambos. Jonas também auxiliou Lutero com sua tradução da Bíblia para o idioma alemão.
Um dos oito hinos do primeiro hinário luterano é atribuído a ele, In Jesu Namen wir heben an (Em nome de Jesus começamos), que apareceu em 1524 com quatro hinos de Martinho Lutero e três de Paulo Speratus. Seu hino Wo Gott der Herr nicht bei uns hält , uma paráfrase do Salmo 124, foi publicado no Erfurt Enchiridion em 1524. Foi usado por vários compositores como base para órgão e música coral, incluindo a cantata coral BWV 178 de Bach.
Jonas esteve ocupado em conferências (incluindo um papel de destaque nas conferências da Reforma em Marburg (1529) e Augsburg (1530)) e visitas durante os próximos vinte anos, e em trabalho diplomático com os príncipes. No outono de 1531, Jonas publicou uma tradução alemã da Apologia da Confissão de Augsburgo e, em 1541, iniciou uma cruzada de pregação bem-sucedida em Halle, tornando-se superintendente de suas igrejas em 1542 ou 1544 e padre na Igreja do Mercado de Nossa Senhora (Marktkirche Unser Lieben Frauen) na cidade de Halle, Saxônia-Anhalt.
Martinho Lutero ficou gravemente doente e visitou seu amigo durante o Natal de 1545. Jonas estava presente no leito de morte de Lutero em Eisleben e pregou o sermão fúnebre; em uma procissão, o corpo de Lutero foi levado para Halle e enterrado em Wittenberg. No mesmo ano, Jonas foi banido do ducado por Maurício, Duque da Saxônia. Daquele momento até sua morte, Jonas não conseguiu garantir uma vida satisfatória. Ele vagou de um lugar para outro pregando e finalmente foi para Eisfeld, Turíngia (1553), onde morreu aos 62 anos.

## Publicações

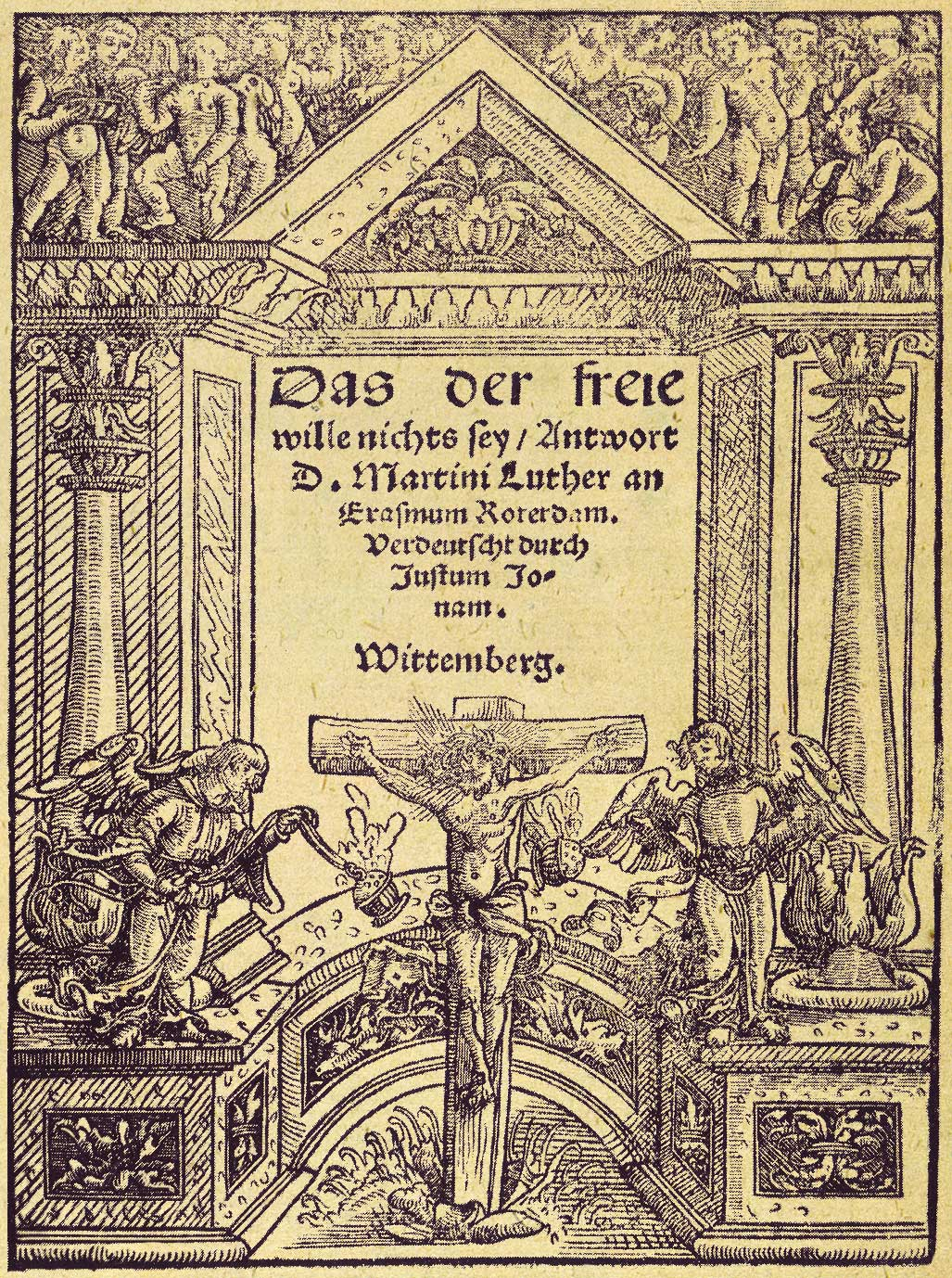
Frontispício da obra "Em defesa do livre-arbítrio" de Martinho Lutero, 1526

- Praefatio in Epistolas divi Pauli Apostoli, 1520
- Acta et res gestae D. Mi Lutheri in comitiis principium Wormaciae ,1521, in Luthers Werke Volumo 7, Seite 825
- Adversus Joanem Fabrum, Cosntantiensem vicarium, scortationis patronum proconiugio sacerdotali J. J. defensio,, Tiguri, Wittenberg 1523
- Ad Caput. 13. Matth(a)ei. Jonas, Sup(er) v(er)ba Isai(a)e. ca.6. 1524
- Annotationes J. J. in Acta Apostolorum. Ad Jo. Fridericum Saxon. Ducem, Wittenberg 1524, Basel 1525, germana traduko 5. August 1525 bei Silvanus Otmar, Augsburg.
- Vom alten und newen Gott, glawben und lere, gecorrigirt und gebessert, Wittenberg 1526
- Annotationes zu Act noch seine angesichts der Türkengefahr, 1529
- Das siebend capitel Danielis von des Türken Gotteslästerung und schrecklicher Moderey mit unterricht J. J., Wittenberg 1529; Jena 1529
- Contra tres pagellas Agri Phagi Georgii Witzel, quibus pene Lutheranismus prostratus et voratus esset, J. Joae responsio, Wittenberg, Georg Rhaw 1532
- Responsio ad apologiam Croti Rubeani, Wittenberg 1532
- Oratio de gradibus in Theologia, Wittenberg 1533
- Wilch die rechte Kirche und dagegen wilch die falsche Kirch ist, christlich Antwort und tröstlicher Unterricht wieder das pharisäisch Gewäsch Georgii Witzel, Justus Jonas D., Wittenberg, Georg Rhaw 1534
- Ludus Sylvani Hessi in defectionem Georgii Vuicelii ad Papistas cum Praefatione J. J. Respondo stulto iuxta stulticiam suam, ne videatur sibi sapiens, Wittenberg 1534
- Oratio Justi Jonae Doctoris Theologiae de studiis theologicis Declamatio Scripta, Wittenberg 1539
- Kirchenordnung zum Anfang, für die Pfarrherrn in Herzog Heinrichen zu Sachsen Fürstentum, 1539
- Gebet und Danksagung bey Abschaffung der ehemals am Tage Corporis Christi gehaltenen abgottischen Päbstlichen Procression ..., (Gebet zur Erhaltung der halleschen Salzbrunnen) 1541
- Christlicher und kurzer Unterricht von Vergebung der Sünden und Seligkeit durch D. J. Jonas, Wittenberg 1542
- Ein Seremon von den Historien Judas Ischarioth und des Judas Kuß, gepredigt zu Halle in Sachsen, 1543
- Der Neun und sybentzigste Psalm zu diesen gefährlichen Zeiten allen Christen zu Trost zu singen und zu bäthen im Reyme gestallt. Durch Doctor Just. Jonas, Supperatendenten zu Hall, 1546
- Zwo tröstliche Predigt uber der Leich D. Doct. Martini Luther zu Eisleben den XIX. und XX. Februarii gethan durch D. Doct. Justum Jonam. M. Michaelem Celium, Wittenberg, Georg Rhau
- Vom Christlichen abschied aus diesem tödlichen leben des Ehrwirdigen Herrn D. Martin Lutheri, Wittenberg 1546
- Vorrede inn die gantz Bibel, wie die ware Kirche Gottes auff Erden jren anfang gehabt, aus dem Latin verdeutscht durch J. J., Erfurt 1548
- Ein fast tröstliche Predigt und auslegung der Historien von der Wunderbaren XL tagen In Actis Aposto. Cap. I. Item von der Auferstehung der Todten zu Regenspurg Jnn Bayern gepredigt. Anno Dmn. 1553 erstlich jetz und Anno 1554 in Druck gegeben. Gedruck zu Erfurt 1554 durch Cervasium Stürmer anno 1554
- Die evangelischen Kirchenordnungen des 16. Jahrhunderts, Volumo 1, Leipzig 1902 kaj Volumo 2, Leipzig 1904

## Traduções do latim para o alemão
- Luthers 95 Thesen, 1517

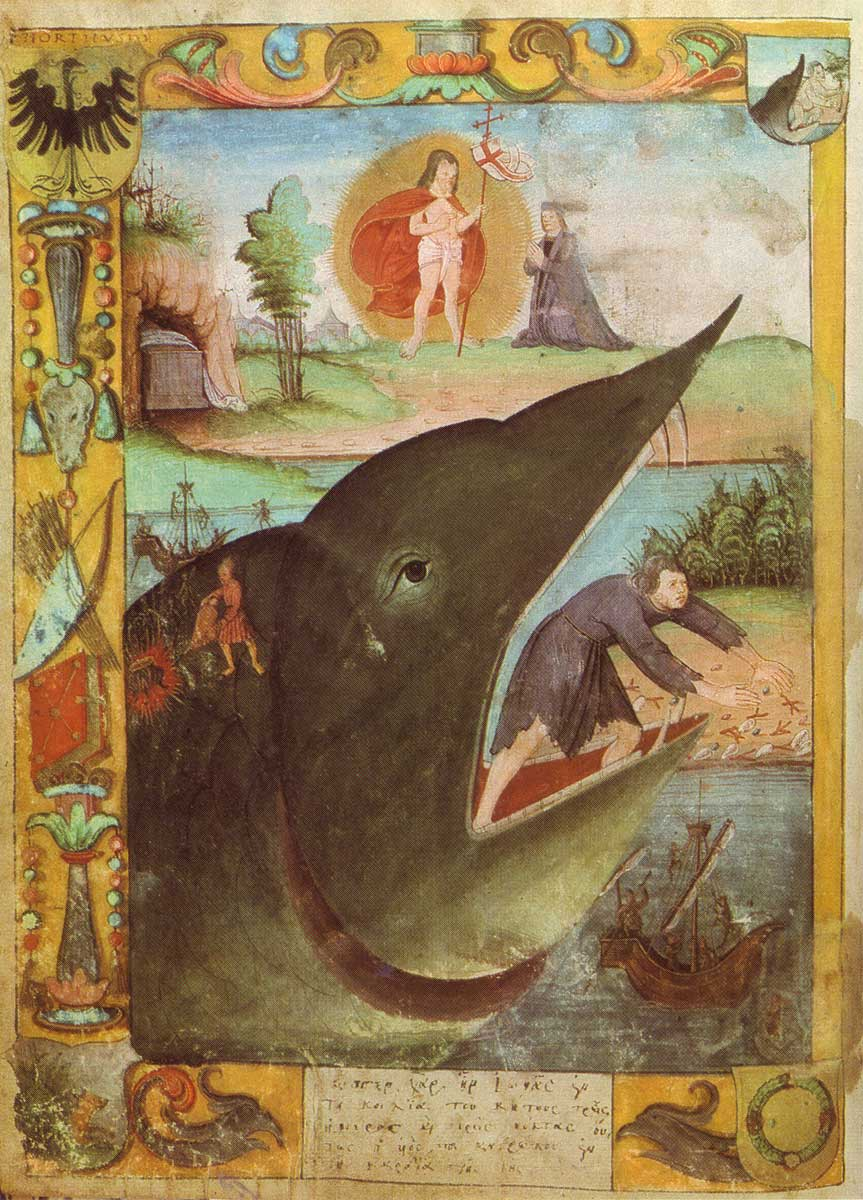
Brasão de Justus Jonas.

- Von geistlichen und klostergelübden, Wittenberg 1522
- Unterricht Melanchthons: Wider die lere der Widerteuffer, Wittenberg 1528
- M. Luthers Urteil an Hans Luther, seinen lieben Vater, verdeutscht durch D. J. J., Propst zu Wittenberg, Wittenberg 1522
- Das der freie Wille nichts sey, D. Mart. Luther an Erasmus Rot., verdeutscht von J. J., Wittenberg 1526
- Melanchthons Auslegung des Colosserbriefes Epistel S. Paulizum Colossern durch Ph. Melanchthon, Wittenberg 1529
- Apologia der Confessio Augustana, Wittenberg 1535
- Auslegung D. M. Luthers über das Lied Mose am 32. Cap Deutero, Wittenberg 1532
- Ecclesiates oder Prediger Salomo, Wittenberg 1533, 1538, 1560, 1563
- Melanchthons Übersetzung der Loci Communes, 1536
- Ursprung des Türkischen Reiches durch Paulum Jovium, 1538
- Des durchl. Großm. Herrn, Herrn Heinrich VIII. Schrifft an Kaiserliche Majestät, Wittenberg 1539
- Brandenburgisch-Nürnbergische Katechismus, Wittenberg 1539
- Ein kleglich ansuchen des ausschus der V. Nider Osterreichischen lande belangend die große jetzige Fahr des Türken halben, Wittenberg 1539
- Hymnus des Prudentius, 1539
- Epistel an den Landgrafen zu Hessen … Phil. Melanchthon, Wittenberg 1540
- Von der Kirchen und der alten Kirchen leren, Phil Melanchthon, Wittenberg 1540
- Lazari Klage für des Reichen Thür …, Wittenberg 1540
- Eine Schrift Ph. Melanchthon newlich lateinisch gestellet, wider den unreinen Bapst Celibat, Wittenberg 1541, Halle 1543
- Eine kurtze Schrifft des Ph. Melanchthon. Von rechter Vergleichung und Friedehandlung …, Wittenberg 1541 Erfurt 1541, Wittenberg 1557
- Verantwortung Ph. Melanchthons auff der Cölnischen unter Clerisey Schrifft wider Ern Martin Butzern ausgegangen, Wittenberg 1543
- Ursachen, warumb die Kirchen, welche reine, Christliche lehr bekennen …, Wittenberg
- Der Prophet Daniel, ausgelegt durch Ph. Melanchthon, Wittenberg 1546
- Vorrede in die gantz Bibel. Wie die ware Kirche Gottes auff Erden jren anfang gehabt. Aus dem Latin verdeutschet Durch Justum Jonam MDXLVIII., Gedr. Zu Erfurdt durch Melchior Sachsen
- Welchs die Einig. Recht, Kirche Christi sey, Regensburg 1553

## Traduções teuto-latinas
- Praefatio methodica totius scripturae in epistolam Pauli ad Romanos e vernac. M. Luth. in lat. versa per J. J., Wittenberg 1523; Nachdrucke in Zürich und Hagenau
- Libellus Mart. Lutheri Christum Jesum verum Judaeum et semen esse Abrahae e germ. vers. per J. J. cum epistola Jonae ad And. Remum, Wittenberg 1524
- Libellus M. Lutheri de sacramento Eucharistae ad Valdenses fratres e germ. transl. per J. J., Wittenberg 1526
- Enarrationes Novae D. M. Lutheri in Jonam propetam Hagenoae, 1530
- In Psalm 82 de magistratibus, Wittenberg 1531
- Summaria D. M. Lutheri in psalmos Davidis, Wittenberg 1534
- De missa privata et nuctione sacerdotum libellus Mart. Luth. e germ. in lat. transl. per J. J., Wittenberg 1534
- Liber Jesu Sirach, Wittenberg 1538, Frankfurt 1564, Leipzig 1582
- Epistola D. M. Lutheri contra Sabbatarios, Wittenberg 1539
- Catechismus pro pueris et iuventute in ecclesiam Marchionum, Wittenberg 1543
- Libellus contra Judeos, 1543